# Jon Lech Johansen
Jon Johansen, conhecido como DVD Jon, (Harstad, 18 de novembro de 1983) é um hacker norueguês, Conquistou fama após descobrir como burlar a proteção regional que é inserida nos discos de DVD comerciais. Os DVDs produzidos pela indústria do cinema recebem um código regional, que o impede de ser reproduzido fora de sua área de venda, numa tentativa de inibir a falsificação. Os códigos regionais são nove no total.

## História
Filho de pai norueguês e mãe polonesa, atualmente DVD Jon mora em São Francisco, Califórnia.
Após desenvolver o programa que dribla esta proteção, os pais de Jon foram processados (na época, ele só tinha 15 anos e, portanto, era menor de idade). O juiz o absolveu  apresentando a seguinte lógica: como DVDs são objetos mais frágeis do que, por exemplo, livros, as pessoas deveriam ter a possibilidade de fazer uma cópia de segurança para uso pessoal.
Posteriormente, Johansen desenvolveu outro programa, capaz de violar o dispositivo anti-cópia dos arquivos de áudio da Apple Inc. (AAC).
Em 2005, com apenas 21 anos, Jon foi contratado pela empresa MP3Tunes para um projeto que envolverá a violação de dispositivos de proteção, alegadamente, apenas para desenvolver melhorias, baseado no princípio de engenharia reversa. O dono da MP3Tunes, Michael Robertson, desenvolveu no passado um programa que permite usar o software iTunes com aparelhos de MP3 que não o iPod da Apple.
Em 2007, DVD Jon diz em seu blog ter conseguido quebrar o código de ativação do iPhone, encontrando assim uma forma de ativar um aparelho da Apple sem a necessidade de um contato com a operadora telefônica AT&T. Segundo ele, ao utilizar o código disponível em seu site, o iPhone perde somente a função de telefone celular. No entanto, continua funcionando como iPod, câmera digital e aparelho para acesso à internet sem fio (Wi-Fi). Para criar o programa, ele precisou violar o sistema antipirataria desenvolvido pela Apple – o que, nos EUA, é ilegal. Mesmo assim, Jon foi alvo de propostas a uma empresa, a Double Twist.
Isso porque, segundo especulações não-confirmadas, o hacker teve um encontro secreto com Steve Jobs, dono da Apple; e mostrou que seu programa não serve para fazer pirataria de músicas – tudo o que ele faz é converter as músicas do formato FairPlay, da Apple, para o Windows Media Audio, da Microsoft (o formato usado pelos demais tocadores de MP3).
Isso quer dizer que, em nenhum momento, as músicas perderiam sua proteção anticópias – não daria para transformá-las em MP3 e compartilhar com outras pessoas via internet. Dessa forma, Jobs teria concedido sua bênção para o hacker, que não seria processado na Justiça.
DVD Jon também recebeu o EFF Pioneer Award de 2002.